# 우주 전사 버즈 (애니메이션)
우주 전사 버즈 또는 버즈 라이트이어 오브 스타 커맨드(Buzz Lightyear of Star Command)는 월트 디즈니 텔레비전 애니메이션이 제작하고 픽사 애니메이션 스튜디오가 공동 제작한 미국 애니메이션 SF 코미디 TV 시리즈이다. 토이 스토리 프랜차이즈의 스핀오프 역할을 하며 우주 속 캐릭터인 버즈 라이트이어에 대한 가상의 이야기를 제시한다. 이 시리즈는 직접적인 비디오 영화인 버즈 라이트이어(Buzz Lightyear of Star Command: The Adventure Begins)로 시작되었다. 2000년 10월 2일부터 2001년 1월 13일까지 UPN 및 ABC에서 디즈니의 원 새터데이 모닝(One Saturday Morning) 및 디즈니의 원 투(One Too) 프로그래밍 블록의 일부로 방영되었다. 시리즈는 2D 애니메이션이지만 픽사는 각 에피소드 시작 부분에 CGI 오프닝 타이틀 시퀀스를 애니메이션으로 적용했다.
나중에 디즈니 채널을 위해 킴 파서블을 제작한 밥 스쿨리(Bob Schooley)와 마크 맥코클(Mark McCorkle)이 개발한 이 시리즈는 우주전사인 버즈 라이트이어의 모험을 따라간다. 이 캐릭터는 오리지널 성우 팀 앨런이 주연을 맡은 토이 스토리에서 액션 피규어로 처음 등장했다. 앨런의 친구 패트릭 워버턴이 TV 시리즈의 캐릭터 목소리를 맡았다. 이 시리즈를 기반으로 한 동명의 비디오 게임이 2000년에 출시되었다. 픽사가 완전히 제작한 관련 없는 CGI 애니메이션 장편 영화인 버즈 라이트이어 (영화)가 2022년에 출시되어 크리스 에반스가 목소리를 맡은 캐릭터의 원작 이야기 역할을 했다.
이는 2010년 토이 스토리 3가 출시될 때까지 거의 10년 동안 마지막 토이 스토리 제작 작품이었다.
대한민국에서는 2002년 KBS에서 디즈니 만화동산 시간에 편성하여 방영되었다.

## 한국판 성우진 (KBS)
- 박일 - 버즈 라이트이어
- 정현경 - 미라 노바
- 강수진 - XR
- 김환진 - 부스터
- 이종구 - 저그
- 장광 - 워프 / 제트
- 노민 - 네뷸라 사령관
- 이진화
- 임은정
- 윤병화
- 최병상
- 유동현
- 한호웅
- 정승욱